# Alfredo Bonnard
Alfredo Bonnard Jara (Guayaquil, 3 de noviembre de 1930-16 de abril de 2024) fue un futbolista ecuatoriano que jugaba de arquero. Jugó en Panamá Sporting, Unión Deportiva Valdez, Norte América, Everest, Barcelona y Patria.

## Biografía
Alfredo Bonnard surgió en primera categoría siendo aún juvenil en 1947. Tenía 16 años cuando Dantón Marriott lo hizo parar entre los tres palos del Panamá. Los titulares se habían ido al Barcelona para cimentar la idolatría. No tenía mucha experiencia en el puesto porque en sus primeros momentos fue delantero en el México, un cuadrito del barrio de La Concordia.  Alfredo Bonnard fue considerado el mejor arquero del Sudamericano de 1953 y para muchos, el mejor arquero ecuatoriano de todos los tiempos.

## Trayectoria
Alfredo Bonnard inició su carrera deportiva en Panamá Sporting Club en 1947 jugando para el fútbol aficionado. 
En el inicio del profesionalismo en 1951 fue fichado por el Everest, con una veintena de sus compañeros.
En 1952 jugó por el Norteamérica y quedó campeón del fútbol del Guayas.
Entre 1952 y 1955 jugó para el desaparecido Unión Deportiva Valdez, en donde fue campeón del Guayas en 1953 y 1954.
En 1957 jugó por Barcelona
En 1959 jugó en Patria, donde fue campeón del fútbol del Guayas.
Entre 1961 y 1962 jugó en Barcelona, donde quedó campeón del fútbol del Guayas en 1961.
En 1963 volvió a Patria, en donde jugó hasta su retiro en 1966.

## Selección nacional
Alfredo Bonnard fue seleccionado del Ecuador para los Sudamericanos de 1953, 1955, 1957 y 1959 y para las eliminatorias de los mundiales de 1962 y 1966; incluso estuvo considerado para la pretendida participación en las eliminatorias de la copa del mundo de 1950.  Estuvo en 20 partidos internacionales con la selección de Ecuador entre 1953 y 1965.

## Clubes
| Club         | País    | Año       |
| ------------ | ------- | --------- |
| Panamá       | Ecuador | 1947-1950 |
| Everest      | Ecuador | 1951      |
| Norteamérica | Ecuador | 1952      |
| U.D. Valdez  | Ecuador | 1953-1954 |
| Barcelona    | Ecuador | 1957      |
| Patria       | Ecuador | 1959      |
| Barcelona    | Ecuador | 1961-1962 |
| Patria       | Ecuador | 1963-1966 |

## Palmarés
| Título                  | Club         | País    | Edición                                   |
| ----------------------- | ------------ | ------- | ----------------------------------------- |
| Campeonato de Guayaquil | Norteamérica | Ecuador | Campeonato Profesional del Guayaquil 1952 |
| Campeonato de Guayaquil | U.D. Valdez  | Ecuador | Campeonato Profesional del Guayaquil 1953 |
| Campeonato de Guayaquil | U.D. Valdez  | Ecuador | Campeonato Profesional del Guayaquil 1954 |
| Campeonato de Guayaquil | Patria       | Ecuador | Campeonato Profesional del Guayaquil 1959 |
| Campeonato de Guayaquil | Barcelona    | Ecuador | Campeonato Profesional del Guayaquil 1961 |